# Oxymeris crenulata
Acus crenulatus, tên tiếng Anh: crenulate auger, là một loài a ốc biển, là động vật thân mềm chân bụng sống ở biển trong họ Terebridae, họ ốc dài.

## Hình ảnh

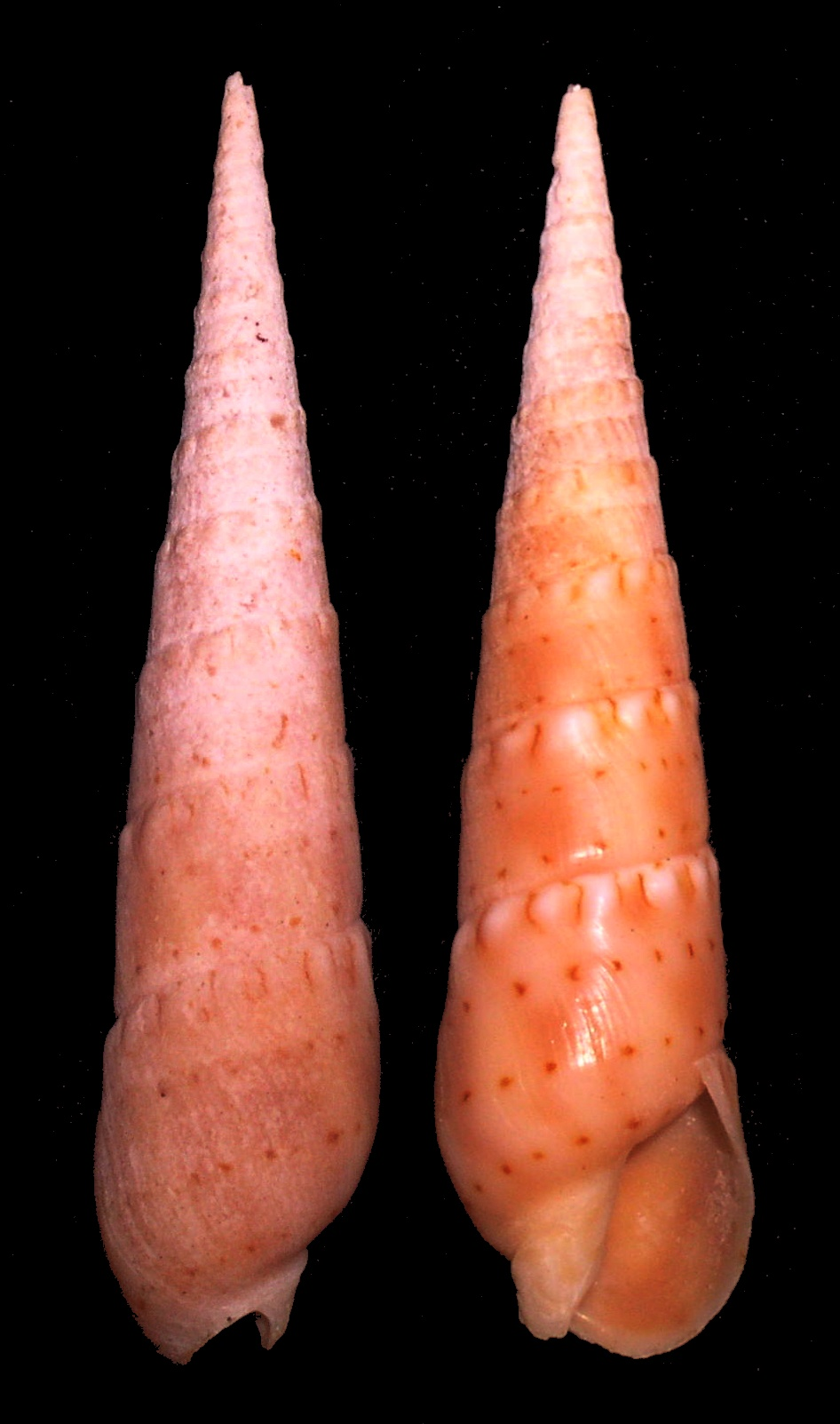